# 賀茂虫麻呂
賀茂 虫麻呂（かも の むしまろ）は、奈良時代の貴族。姓は朝臣。播磨守・賀茂吉備麻呂の子。官位は従四位下・右兵衛率。

## 経歴
天平勝宝元年（749年）孝謙天皇の即位に伴い従五位下に叙爵。孝謙朝では従五位上・右兵衛率に叙任される一方、聖武上皇の宮中にもら仕え恩寵を受けていた。天平勝宝8歳（756年）聖武上皇が崩御すると、左衛士督・坂上犬養と共に悲しみのあまり山陵（佐保山南陵）に仕えることを望む。孝謙天皇はこれを許すと共に賞賛し、犬養は正四位上に、虫麻呂は三階昇進して従四位下に叙せられている。

## 官歴
- 時期不詳：正六位上
- 天平勝宝元年（749年） 7月2日：従五位下
- 時期不詳：従五位上、右兵衛率
- 天平勝宝8歳（756年） 5月22日：従四位下

## 系譜
- 父：賀茂吉備麻呂[1]
- 母：不詳
- 生母不明の子女
  - 男子：高賀茂諸雄[2]（諸魚）
  - 男子：円興[3]
  - 男子：高賀茂田守[2]
  - 男子：高賀茂萱草[2]